# Agrilus rosei
Agrilus rosei es una especie de insecto del género Agrilus, familia Buprestidae, orden Coleoptera.
Fue descrita científicamente por Niehuis & Bernhard, 2005.